# Grant Suiter
Grant Suiter (ur. 1908 w Chicago, zm. 30 maja 1983 w Nowym Jorku) – amerykański działacz religijny, członek Ciała Kierowniczego Świadków Jehowy.

## Życiorys
W wieku 14 lat przeniósł się z rodzicami z Chicago do San Jose, a trzy lata później do Oakland w Kalifornii. 10 października 1926 roku został ochrzczony na kongresie w San José. W następnym roku został lektorem w radiu KFWM należącym do Towarzystwa Strażnica. W 1929 roku został wolontariuszem w Biurze Głównym Towarzystwa Strażnica w Nowym Jorku.
1 października 1941 roku został członkiem zarządu Towarzystwa Strażnica. Był osobistym sekretarzem Williama E. Van Amburgha, a 6 lutego 1947 roku zastąpił go na stanowisku sekretarza-skarbnika Towarzystwa Strażnica. Funkcję tę pełnił przez 36 lat. W roku 1956 ożenił się. W 1971 roku został członkiem Ciała Kierowniczego. W 1977 roku jako członek Ciała Kierowniczego w podróży służbowej odwiedził niemieckie Biuro Oddziału. Brał udział w kilku podróżach służbowych, uczestniczył również w uroczystościach otwarcia nowych Biur Oddziału, a także w kongresach międzynarodowych.
Zmarł w wieku 75 lat. W jego miejsce sekretarzem-skarbnikiem Towarzystwa Strażnica został wybrany Lyman A. Swingle.